# Трагедия в трёх актах
«Трагедия в трёх актах» (англ. Three Act Tragedy) — роман писательницы Агаты Кристи о бельгийском сыщике Эркюле Пуаро. Впервые был напечатан в 1934 году в США. Состоит из трёх частей (актов): «Подозрение», «Уверенность», «Разоблачение».
В США роман выходил под названием «Murder in Three Acts» («Убийство в трёх актах»), а в России также переводился под заголовком «Драма в трёх актах».

Первое издание в Великобритании (William Collins & Sons, 1935)

## Сюжет
Актёр Чарльз Картрайт приглашает к себе в бунгало «Воронье гнездо» двенадцать человек. Во время вечеринки внезапно умирает пастор Баббингтон. При этом присутствовал Эркюль Пуаро. Сэр Чарльз предполагает, что Баббингтона отравили. Анализ содержимого недопитого бокала, стоящего перед покойным, не выявил никаких веществ, кроме ингредиентов коктейля.
Спустя некоторое время мистер Саттерсвейт, который находился в Монте-Карло, читает в газете, что сэр Бартоломью Стрейндж отравлен у себя в аббатстве Мелфорт, причем у него на вечеринке присутствовали те же лица, за исключением самого Саттерсвейта, сэра Чарльза и Пуаро. Встретив Эркюля Пуаро и Чарльза Картрайта в Монте-Карло, Саттерсвейт показывает им газетную статью, в которой отмечалось, что и в бокале сэра Бартоломью тоже ничего подозрительного не обнаружили. 
Вернувшись в Англию, Чарльз Картрайт и мистер Саттерсвейт решают расследовать это дело. К ним присоединяется мисс Хермиона Литтон-Гор по прозвищу Эгг (яйцо). От полковника Джонсона (позднее появляется в романе «Рождество Эркюля Пуаро») они узнают, что у сэра Бартоломью служил дворецкий Эллис, который исчез после смерти хозяина, и найти его так и не удалось. Говорят, что сэр Бартоломью с каким-то странным юмором относился к дворецкому. Эллис незадолго до смерти Стрейнджа сообщил хозяину, что ему звонили и просили передать: миссис де Рашбриджер успешно прибыла в его лечебницу. Выясняется, что эта женщина лечится в клинике Стрейнджа. Они пробуют встретиться с ней, однако им говорят, что пациентка не в состоянии принимать гостей.
К сыщикам вскоре приезжает Пуаро и говорит, что хочет присоединиться к их следствию. По его указанию сэр Чарльз, Саттерсвейт и Эгг встречаются с подозреваемыми, которые присутствовали на обеих вечеринках. Главным подозреваемым становится Оливер Мендерс. Пуаро получает телеграмму от миссис де Рашбриджер, в которой она просит о встрече, обещая сообщить важные сведения о смерти доктора Стрейнджа. Но когда Пуаро и Саттерсвейт приезжают к ней на следующее утро, выясняется, что дама отравлена.
После эксгумации тела мистера Баббингтона выяснилось, что он тоже был отравлен никотином.
В конце Пуаро собирает у себя сэра Чарльза, мисс Литтон-Гор и мистера Саттерсвейта и разоблачает убийцу. Им оказывается Чарльз Картрайт. Оказывается, что сэр Чарльз был женат в молодые годы, но сейчас его жена душевнобольная, а закон в таких случаях не даёт права на развод. Его настоящая фамилия — Маг, а в психиатрической больнице Харвертона содержится Глэдис Мэри Маг, супруга Чарльза Мага. Смерть пастора Баббингтона была репетицией перед убийством сэра Бартоломью (один из коктейлей был отравлен и не предназначался кому-либо конкретно, поэтому жертвой мог стать кто угодно, кроме сэра Чарльза, мисс Литтон-Гор, которой он сам передал коктейль, и сэра Бартоломью, который не пил коктейлей), а миссис де Рашбриджер он убил, чтобы отвлечь от себя внимание. Сэр Чарльз и сэр Бартоломью, по всей вероятности, поспорили, решили посмотреть, узнает ли кто-нибудь в дворецком сэра Чарльза. Это объясняет, почему доктор Стрейндж был шутлив с дворецким (хотя никогда не вёл себя так со слугами) и говорил о каком-то сюрпризе. Сэр Чарльз убил сэра Бартоломью, потому что тот был единственным человеком, который знал о его женитьбе и мог помешать сэру Чарльзу жениться на мисс Литтон-Гор, то есть совершить двоежёнство. В стакане пастора ничего не обнаружили, поскольку сэр Чарльз, пока все смотрели на умершего Баббингтона, незаметно поменял бокалы. То же было проделано в случае с сэром Бартоломью.
Секретарша сэра Чарльза, мисс Милрей, замечала,что инсектицид (основой которого был никотин) для опрыскивания роз куда-то пропадает, а после того как прочла в газете результаты анализа эксгумированного тела пастора (с которым была знакома ещё девочкой), поняла, что сэр Чарльз с помощью аппаратов, находящихся в башне рядом с бунгало, получил чистый никотин из раствора для роз. Однако она, будучи влюбленной в своего работодателя, решила уничтожить эти аппараты (сэр Чарльз был настолько уверен в успехе, что не счёл это нужным), но Пуаро, который проследил за ней до самой башни, не дал ей осуществить замысел. 
Однако сэр Чарльз сделал ошибку: телеграмма, отправленная якобы от имени миссис де Рашбриджер, была адресована Пуаро, тогда как никто, кроме Саттерсвейта, сэра Чарльза и мисс Литтон-Гор, не знал, что Пуаро занимается этим делом. 
После того как Пуаро заканчивает объяснение, сэр Чарльз злится на Пуаро и выходит из комнаты. Мистер Саттерсвейт хотел было не дать ему уйти, но Пуаро удержал его, сказав, что сэр Чарльз не сбежит: «Он только выберет способ ухода со сцены. Медленный, на глазах у всего мира, или моментальный». Эгг уходит с Мендерсом. В конце Пуаро объясняет мистеру Саттерсвейту, почему он иногда говорит то на ломаном, то на безупречном английском и почему хвастается…

## Действующие лица
Расследующие убийства:
- Эркюль Пуаро — успешно раскрывающий дела, умный детектив.
- Чарльз Картрайт — известный актёр, владелец «Вороньего гнезда».
- Мистер Саттерсвейт — любопытный человек средних лет.
- Хермиона Литтон-Гор — молодая девушка, влюбленная в сэра Чарльза. Получила прозвище Эгг (яйцо).

Жертвы:
- Стивен Баббингтон — пастор, был отравлен в гостях у сэра Чарльза.
- Бартоломью Стрейндж — преуспевающий доктор, имел собственную лечебницу. Отравлен в своем доме.
- Миссис де Рашбриджер — пожилая женщина, пациентка доктора Стрейнджа, была отравлена.

Другие персонажи:
- Мэри Литтон-Гор — мать мисс Эгг, престарелая женщина.
- Миссис Баббингтон — вдова убитого священника.
- Энджела Сатклиф — известная актриса.
- Энтони Астор — писательница пьес, выступающая под псевдонимом (ее настоящее имя — мисс Мюриэл Уиллс).
- Фредди Дейкерс — капитан, свободное время проводит на скачках.
- Синтия Дейкерс — жена капитана Дейкерс, имеет своё ателье.
- Оливер Мандерс — молодой человек, главный подозреваемый.
- Мисс Милрей — работает экономкой (ранее секретарша) у сэра Чарльза, имеет безобразное лицо.
- Темпл — кухарка сэра Чарльза.
- Полковник Джонсон — расследует убийство сэра Бартоломью.
- Миссис Милрей — мать мисс Милрей.
- Садовник.

## Отсылки к другим произведениям
- В романе присутствует мистер Саттерсвейт. Он также появляется в сборнике рассказов «Таинственный мистер Кин» (1930).
- Полковник Джонсон, который не играет большой роли в сюжетной линии, появляется ещё в романе «Рождество Эркюля Пуаро» (1939).
- В беседе с мистером Саттерсвейтом Пуаро говорит ему, что лишь раз потерпел неудачу (отсылка к рассказу «Коробка конфет»).
- Во время одного из диалогов Пуаро рассказывает о женщине, которой он обязан как бельгиец, которая умерла неестественной смертью (отсылка к роману «Загадочное происшествие в Стайлзе»).

## Экранизации
- 1986 — «Убийство в трёх актах», в роли Пуаро Питер Устинов, в рамках сериала «Пуаро» (1978—1988). Предпоследнее появление Устинова в роли Пуаро.
- Роман был экранизирован в рамках телесериала «Пуаро Агаты Кристи», с Дэвидом Суше в главной роли. В экранизации устранены такой персонаж, как мистер Саттерсвейт, а также некоторые детали. Но в целом она, в отличие от других эпизодов сериала, очень близка к роману.